# Kirill (Zinkovskij)
Kirill (světským jménem: Jevgenij Anatoljevič Zinkovskij; * 29. července 1969, Leningrad) je ruský duchovní Ruské pravoslavné církve a biskup sergijevo-posadský a dmitrovský.

## Život
Narodil se 29. července 1969 v Leningradu. Je bratrem biskupa Mefodija (Zinkovského).
Navštěvoval střední školu č. 79. Roku 1984 nastoupil na Leningradský polytechnický institut.
Roku 1995 nastoupil na Petrohradský duchovní seminář, který dokončil roku 1998 a pokračoval ve studiu na Petrohradské duchovní akademii.
Dne 26. března 1999 byl postřižen na monacha se jménem Kirill. Dne 28. srpna stejného roku byl rukopoložen na hierodiakona a 3. června 2002 na jeromonacha.
V letech 2002–2011 přednášel v semináři a na akademii. Od roku 2004 byl děkanem fakulty zahraničních studentů.
Roku 2008 se stal duchovním vedoucím dobrovolnického hnutí Dětskaja missija.
Roku 2011 byl jmenován duchovním chrámu Kazaňské ikony Matky Boží v sídle Vyrica.
V letech 2011–2014 absolvoval doktorandské studium na Celocírkevním postgraduálním a doktorském studiu svatých Cyrila a Metoděje.
Dne 17. července 2020 byl jmenován rektorem Nikolo-Ugrešského duchovního semináře.
Dne 24. září 2021 byl ustanoven představeným Nikolo-Ugrešského monastýru.
Dne 18. července 2022 byl povýšen na igumena.
Dne 25. srpna 2022 se stal rektorem Moskevské duchovní akademie. Současně byl zvolen biskupem zvenigorodským a vikářem patriarchy moskevského a celé Rusi. Stal se také členem Synodní komise pro kanonizaci svatých.
Dne 30. srpna 2022 byl v Novospasském monastýru v Moskvě metropolitou voskresenským Dionisijem (Porubajem) povýšen na archimandritu.
Dne 20. září 2022 byl oficiálně jmenován biskupem a o den později proběhla v Začatěvském monastýru jeho biskupská chirotonie. Světiteli byli patriarcha moskevský Kirill, metropolita krutický a kolomenský Pavel (Ponomarjov), metropolita voskresenský Dionisij (Porubaj), metropolita kaširský Feognost (Guzikov), biskup sergijevo-posadský a dmitrovský Foma (Demčuk), biskup zelenogradský Savva (Tutunov) a biskup petěrgofský Siluan (Nikitin).
Dne 24. srpna 2023 byl ustanoven biskupem sergijevo-posadským a dmitrovským.